# شيطان في دراعة
شيطان في دراعة (بالإنجليزية: Devil in Agbada)‏ هو فيلم حركة ودراما نيجيري من إنتاج عام 2021، وإخراج أومانو إليجاه. الفيلم من بطولة إيريكا نلويديم وليندا أوسيفو وإفي إريلي. تم الكشف عن الملصق الدعائي للفيلم في مارس 2021. وكان العرض الأول للفيلم يوم 27 يونيو 2021، بينما عرض رسميًا في السينمات يوم 2 يوليو 2021 وحقق نجاحًا في شباك التذاكر.

## طاقم العمل
- ليندا أوسيفو
- إفي إيريلي
- إيريكا نلويديم
- أوزور أروكوي
- آكين لويس
- أوتشي جومبو
- أليكس إيكوبو
- نوسا ريكس
- إتينوسا إديموديا
- ديزموند أليوت
- أليكسندر أوكيكي
- سوسو سوبريكان

## روابط خارجية
- شيطان في دراعة  على قاعدة بيانات الأفلام على الإنترنت (بالإنجليزية).